# 疋田氏 (佐竹家重臣)

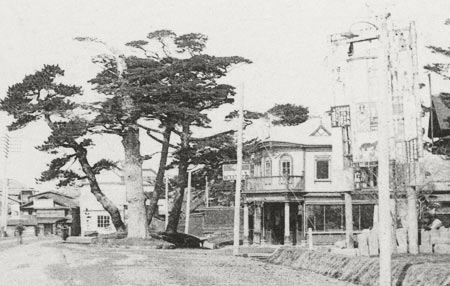
疋田邸の三本松と樅の老木（明治後期）

疋田（匹田）氏（ひきたし）は、久保田藩佐竹氏の重臣である。

## 系譜
- 藤原道長－頼通－（五男某）－羊大夫－伴大夫－伴太次郎－玉村次郎－師綱－廣隆－師廣－盛廣－重廣－氏廣－行廣－為清－疋田利綱
- 疋田重綱－粟生六郎－忠成－忠久－忠全－忠兼－忠竒－定成－定盛－定靜－柳塘（定常・齋）－松塘（定綱・厚綱・久馬・斎）－錦塘（勝三郎・久馬）－定経（斎・久馬・久大夫）

## 著名な人物
- 疋田定盛（ひきた さだもり）

秋田藩士。斎之助。疋田市兵衛忠重（ただしげ）の養子。佐竹義処近習に召され、出頭地に異なり延宝4年（1676年）3月4日四番大小姓頭御祐筆支配を勤める。元禄3年（1690年）11月4日江戸で家老職、同14年（1701年）2月6日病気退職。禄高九百七十石。
- 疋田定静（ひきた さだきよ）

久太夫。初名、定宣（さだのぶ）。佐竹義敦に仕え宝暦12年（1762年）4月27日家老。明和元年（1764年）10月13日退職。
- 疋田定常（柳塘）（寛延3年（1750年）10月21日 - 寛政12年（1800年）12月13日）

天明元年（1781年）11月1日から死没するまで秋田藩家老。名は定常（さだつね）、九華、また定常に復した。あざなは考祥、通称鶴治、斎（いつき）別号に自怡斎、聴松館。
松浦静山の名著『甲子夜話』に、こんな話がある－江戸の金貸しが秋田藩江戸邸に融通たものの、なかなか返済がない。やむなく町奉行に訴え出た。これに対し秋田藩では、「貧しい財政なので返せない。20年間幕府に藩の生計を委嘱しようか」と答えたので、奉行所でもあきれ顔した。佐竹義敦時代のことで、秋田城下では貸し金が戻らぬため、間杉屋五郎八（土崎）の割腹事件もあったほどだ。
豪華殿様とよばれた半面、このような火の車の財政であったが、佐竹義敦・佐竹義和の二人の藩主に仕え、財政の苦難を知恵で幾度も切り抜けた。佐竹は破産したと称して大阪商人の証書を焼かせたり、幕府目代の藩派遣を止めさせたりしたのは、その一例である。
文人家老としても著名で、『自怡斎随筆』『東海道中記』『自怡斎吟稿』『柳塘詩集』『盗光伝』などがあり、また津村正恭『譚海』の序文も書いた。佐藤信淵を排斥したことでもも有名。墓碑は山本北山の文。51歳で江戸邸没。愿恭院殿結山政繩居士。墓は東京総泉寺と秋田市闐信寺。子が松塘である。　
- 疋田厚綱（松塘）（安永8年（1779年）12月27日 - 天保4年（1833年）7月17日）

享和元年（1801年）7月5日から文化14年（1817年）1月23日まで、また文政3年（1820年）1月23日から天保3年（1832年）2月11日まで秋田藩家老。名は初め定綱（さだつな）、のち佐竹義厚より偏諱を与えられて厚綱（ひろつな）に改名。字が伯紀。通称久馬、のち斎。別号に春風桜、致政館（堂）、雪堂、十雪堂。父柳塘以上の華やかな才能で知られた。
佐竹義和時代、亀田藩との境界争い、松前出兵を手がけ、学を奨励し、秋田の地に文化の花を咲かせたことは、当時の文人、儒者の数でわかるだろう。京坂に出かけた時、介川緑堂、大窪詩仏を通じて村瀬栲亭をスカウトして、藩校（明徳館）に招いたのも彼である。水野大老の土方縫殿助、井伊家の岡本半助と共に、≪三家老≫とよばれた。
父に似て文人でもある。『ゑんま庁噺』『ゑんま大王の申渡』の戯作のほか、『春風桜吟稿』『長堤竹枝詞三十首』『子孫教訓のうた』『松塘詩集』の著があることでも、人物の大きさが知れる。佐藤信淵をきらったことは父と同様であった。55歳没。致広院。墓秋田市闐信寺。子が明徳館総裁の錦塘（定紀）。知行高二千二百三十九石四升五合（文政4年（1821年）の分限帳による）
- 疋田定紀（錦塘）（享和3年（1803年）1月22日 - 文政9年（1826年）7月14日）

称鶴治、勝三郎、久馬、別号菱塘。松塘の男。字伯理、名は定紀（さだのり）。母岡本元亮女。22歳で国学総裁。24歳没。幽芳院［升］。
- 疋田定経（ひきた さだつね）

秋田藩士。斎と称し、久馬、久大夫。九七十石。佐竹義和に仕え、享和元年（1801年）7月5日執政。文化14年（1817年）7月29日病気退役。疋田家の執政職は六代続く。
- 寺崎広業（日本画家・帝室技芸員・東京美術学校教授）

佐竹藩家老出の寺崎広知の長男。母は、疋田氏の娘「ひさ」である。不幸にも母は妊娠中離縁になり、疋田邸で広業を生んだ。
- 佐藤信郎（耳鼻咽喉科博士）

「疋田ひさ」は、後に佐藤家に嫁いで佐藤信郎を生んだ。

## 久保田藩疋田家を題材とした作品
- 山本周五郎『三十二刻』（一人ならじ）新潮社ISBN 4101134316 C0193

## 菩提寺
- 西法寺（秋田県秋田市大町）
- 総泉寺（東京都板橋区）
- 全良寺（秋田県秋田市八橋本町）
- 大澤山闐信寺（秋田市手形）

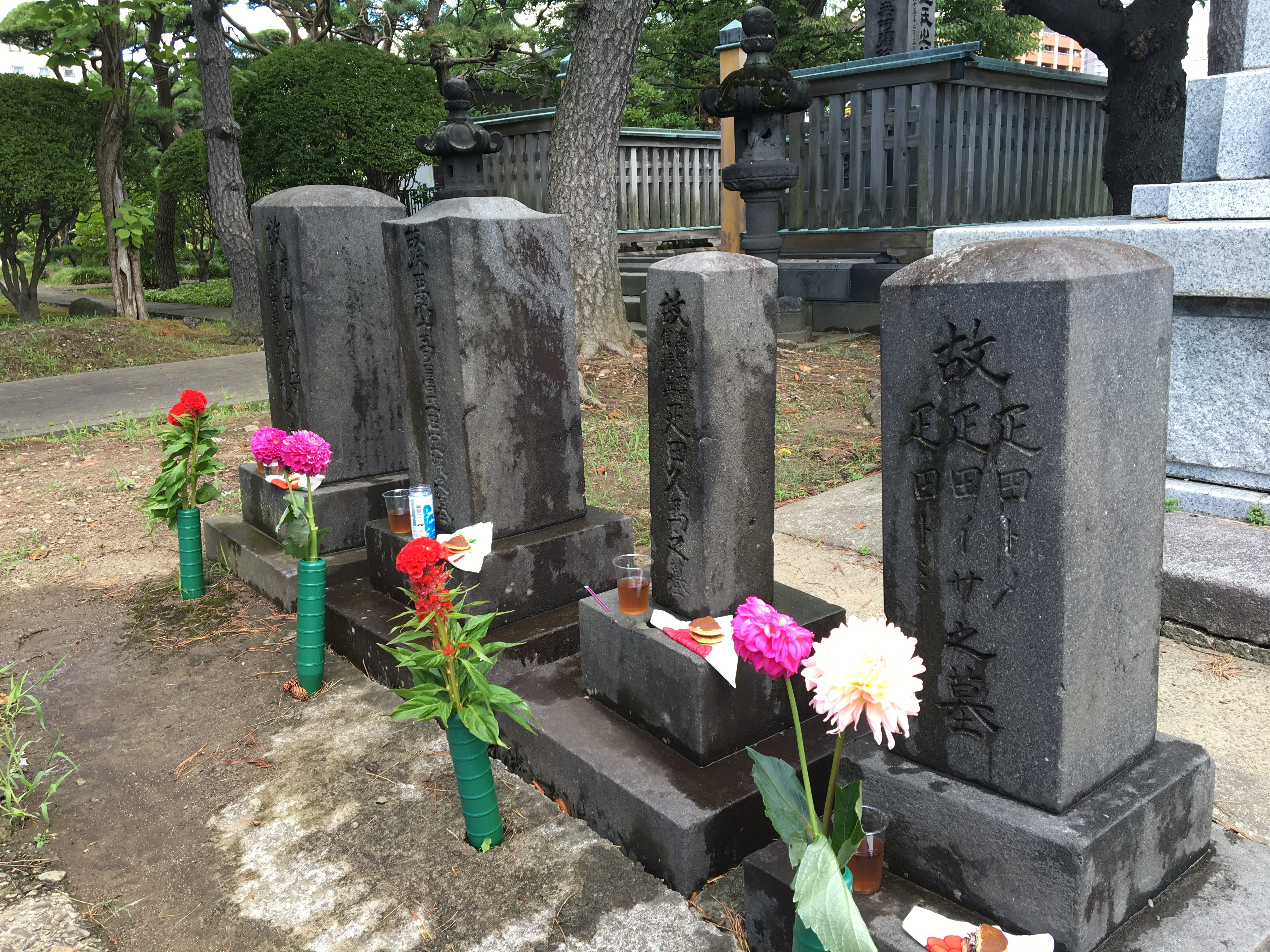
西法寺疋田氏墓所
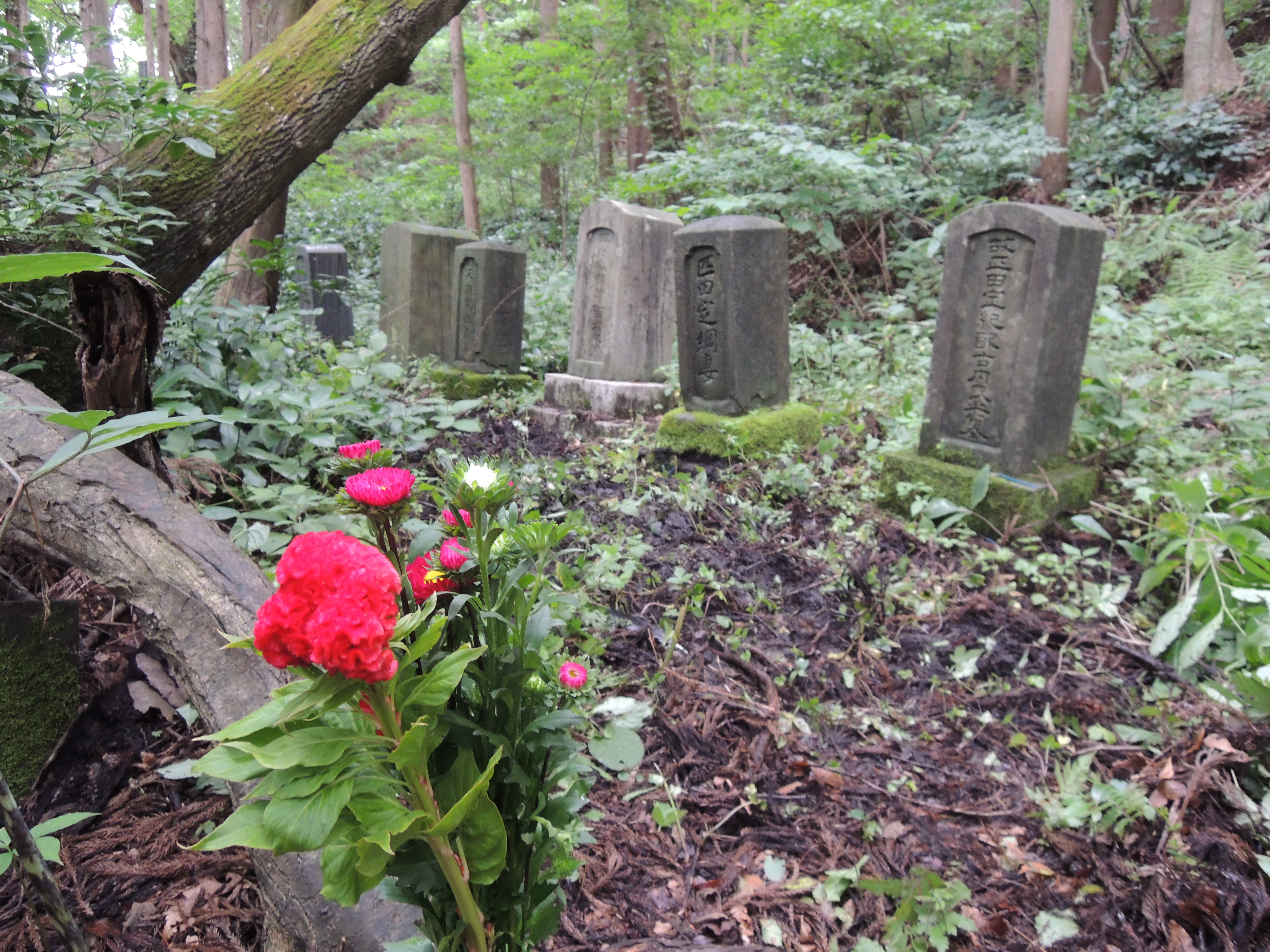
大澤山闐信寺疋田氏墓所
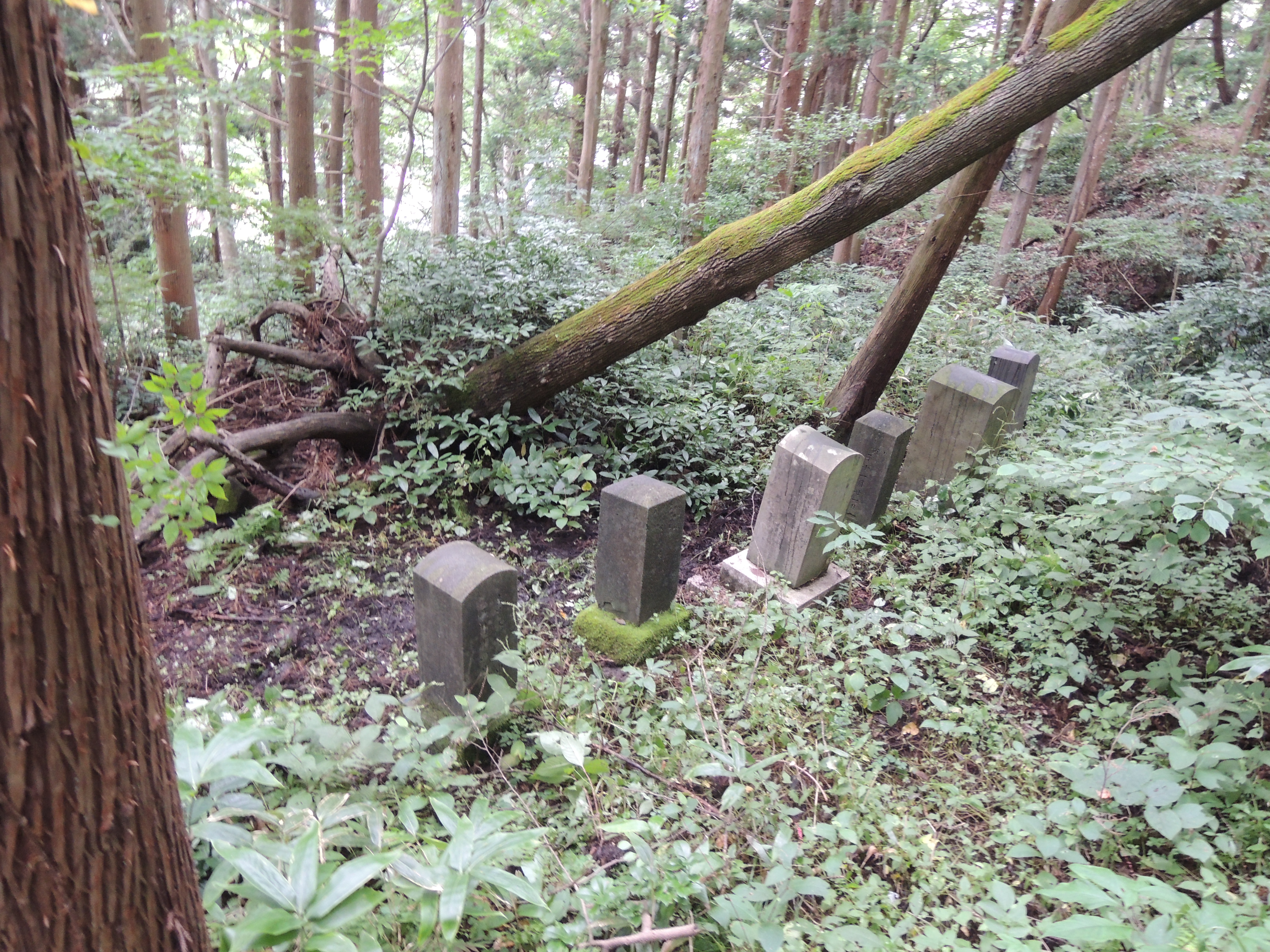
大澤山闐信寺疋田氏墓所